# Carlo Vettori
Carlo Vettori (* 24. September 1982 in Bozen) ist ein italienischer Politiker.

## Biographie
Vettori wuchs in Bozen auf, wo er neben der Matura auch einen Abschluss in Violoncello am Konservatorium „Claudio Monteverdi“ erlangte. Nachdem er einige Semester lang Geschichte an der Universität Bologna studiert hatte, wechselte er in die Privatwirtschaft. 2015 wurde er für die Lega Nord in den Bozner Gemeinderat gewählt. Bei den Landtagswahlen 2018 konnte Vettori mit 2382 Vorzugsstimmen ein Mandat für den Südtiroler Landtag und damit gleichzeitig den Regionalrat Trentino-Südtirol erringen. Ende 2019 trat er aufgrund interner Differenzen aus der Lega Nord aus, um anschließend die Landtagsfraktion Alto Adige Autonomia zu gründen, ehe er im Mai 2021 der Partei Forza Italia beitrat. Trotz seines Fraktionswechsels blieb er Teil der Regierungskoalition.
Im Vorfeld der Landtagswahlen 2023 sorgte Vettori für Empörung mit einem Wahlplakat, das den Slogan Credere Combattere Vincere benutzte und damit unverhohlen an den faschistischen Slogan Credere Obbedire Combattere erinnerte. Seine Partei kam in der Folge bei den Wahlen mit lediglich 0,6 % der Stimmen auf kein Mandat, womit Vettori die Wiederwahl verpasste.